# 須賀 (宮代町)
須賀（すか）は、埼玉県南埼玉郡宮代町の大字。郵便番号は345-0831。

## 地理
埼玉県の東部地域で宮代町の北西部に位置する、北西から南東に細長い区域を有する地域である。
東側で百間、本田、学園台、南側で大字東粂原、西側で大字国納、和戸、と隣接する。また、北側で北葛飾郡杉戸町（大字太田袋、大字下高野、大字杉戸）とも隣接する。大落古利根川が流れ、北端の境界としている。宮代町の中央部には大字須賀の飛地が存在し、字山崎、字逆井とも隣接する。
地内は北西部を中心に水田など、農地が多くみられるが、纏まった住宅地も点在して見られる。南部のかつて笠原沼だった水田地帯には巨大なレジャー施設（東武動物公園）が建設された。

### 河川
- 大落古利根川
- 須賀用水
- 姫宮落川（飛地）
- 笠原沼落（飛地）

## 歴史
もとは江戸期より存在した武蔵国埼玉郡百間領の須賀村で、古くは南北朝期より見出せる太田荘のうちの須賀郷があった。須賀村は『元禄郷帳』では百間須賀（もんますか）とも記された。村高は正保年間の『武蔵田園簿』では206石余（田45石余、畑160石余）、『元禄郷帳』によると825石余、『天保郷帳』によると887石余であった。化政期の戸数は120軒で、村の規模は東西10町、南北28町であった。
須賀には久米原（粂原村）方面から高野川（古利根川）を高野の渡しと称する渡し場で渡り、高野（下高野村）へ通じる鎌倉街道が通っていた。交通の要所なので橋は古くから架けられており、1394年（元亨4年）には既に存在したと云う。
- はじめは幕府領、なお、江戸期以前は岩槻太田氏の所領となっていた[4]。なお、検地は1619年（元和5年）に牛田、丸田、加藤氏により実施[4][5]。
- 正保年間（1644年 - 1648年）より岩槻藩領となるが、後にその一部が旗本池田氏および永井氏の相給となる[4]。
- 1736年（元文元年）より幕府領の一部が旗本小笠原氏の知行となる[4]。
- 村の南西部（笠原沼新田）に本村の持添新田があり、1729年（享保14年）に筧播磨守により検地を受けている[4][5]。
- 1770年（明和7年）より幕府領は川越藩領（松平大和守）となるが、1821年（文政4年）より幕府領に復帰する[4][5]。
- 幕末の時点では埼玉郡に属し、明治初年の『旧高旧領取調帳』の記載によると、代官・大竹左馬太郎支配所が管轄する幕府領、および旗本三氏（池田大隅守、永井兼之助、小笠原鎚太郎）の知行であった[注釈 2]。
- 1868年（慶応4年）6月19日  - 武蔵知県事・山田政則（忍藩士）の管轄となる。
- 1869年（明治2年）
  - 1月13日 - 武蔵知県事・宮原忠英の管轄区域に大宮県を設置。県庁は東京府馬喰町に置かれる。
  - 9月29日 - 県庁が浦和に置かれ浦和県に改称。
- 1871年（明治4年）11月13日 - 第1次府県統合により埼玉県の管轄となる。
- 1879年（明治12年）3月17日 - 郡区町村編制法により成立した南埼玉郡に属す。郡役所は岩槻町に設置。
- 1889年（明治22年）4月1日 - 町村制施行により、（旧）須賀村が和戸村、西粂原村、東粂原村、国納村と合併し南埼玉郡須賀村が成立する。（旧）須賀村は須賀村の大字須賀となる。須賀村役場を地内の須賀小学校付近に設置[4][8]。
- 1899年（明治32年）12月20日 - 地内に東武伊勢崎線が建設され、開業する。
- 1914年（大正3年） - 地内の須賀村役場が、立地の問題から現在の和戸公民館の場所に移転する[8]。
- 1916年（大正5年） - 粂原学校が地内の現在の場所（須賀）に移転し須賀小学校（現宮代町立須賀小学校）に名を改める[7]。
- 1929年（昭和4年）4月1日 - 地内に東武日光線が建設され、開業する。
- 1947年（昭和22年）4月21日 - 地内に須賀村立須賀中学校（現、宮代町立須賀中学校）が開校する。
- 1955年（昭和30年）7月20日 - 須賀村が百間村と合併し、宮代町の大字となる。
- 1967年（昭和41年） - 地内に日本工業大学が開学する。
- 1965年（昭和40年）4月1日 - 住居表示が実施され、大字須賀、字百間の各一部から本田一丁目〜四丁目が成立[4]。
- 1971年（昭和46年）3月 - 地内に須賀公民館が完成する[9]。なお、和戸に所在する須賀公民館は和戸公民館に改名する。
- 1976年（昭和51年）4月1日 - 地内に宮代須賀幼稚園が開園する[10]。
- 1982年（昭和57年）11月1日 - 住居表示が実施され、大字須賀、大字和戸、大字国納の各一部より和戸一丁目〜五丁目が成立する[11]。
- 1981年（昭和56年）3月28日 - 地内に東武動物公園が開園する。
- 1982年（昭和57年）11月1日 - 住居表示が実施され、大字須賀、大字東粂原の各一部より学園台、および本田五丁目（一丁目 - 四丁目は既設）が成立する[11]。これにより地区の南端付近に大字須賀の飛び地が新たに出来た。また、日本工業大学や身代神社が立地から外れた。
- 1984年（昭和59年）4月 - 宮代町消防署が発足[9]。
- 2000年（平成12年） - 地内の中須用水沿いの用地に水と緑のふれあいロード「騎西領・中須用水コース」が整備される。

## 世帯数と人口
2024年（令和5年）4月時点での世帯数と人口は以下の通りである。
| 大字     | 世帯数  | 人口  |
| -------- | ------- | ----- |
| 大字須賀 | 587世帯 | 1,318 |

## 小・中学校の学区
町立小・中学校に通う場合、学区は以下の通りとなる。
| 大字     | 番地 | 小学校             | 中学校             | 備考                                             |
| -------- | --- | ------------------ | ------------------ | ------------------------------------------------ |
| 大字須賀 | 1、41、45 - 48、58、85、110、127 - 173、175 - 230、 291 - 311、472 - 478、1501番地                                                                  | 宮代町立笠原小学校 | 宮代町立百間中学校 |                                                  |
| 大字須賀 | 1693 - 1697、1700、1701、1704、1705、1709 - 1726、 1872 - 1887番地                                                                                  | 宮代町立東小学校   | 宮代町立百間中学校 |                                                  |
| 大字須賀 | 546、552 - 583、641 - 693、964 - 1019、1099 - 1110、 1121 - 1123、1629 - 1639、1727 - 1760、1766 - 1803、 1810 - 1811、1892 - 1938、1973 - 1991番地 | 宮代町立須賀小学校 | 宮代町立須賀中学校 | 1997年度以降より笠原小学校、百間中学校も選択可能 |
| 大字須賀 | 上記以外 | 宮代町立須賀小学校 | 宮代町立須賀中学校 |                                                  |

## 交通

### 鉄道
- 地内を東武伊勢崎線および東武日光線が通るが、鉄道駅は設置されていない。最寄り駅は和戸駅で、地区東部の一部は東武動物公園駅となる。

### 道路
- 埼玉県道85号春日部久喜線
- 水と緑のふれあいロード「騎西領・中須用水コース」 - 自転車歩行者道

## 地域

### 寺社
- 真義真言宗真蔵院
- 曹洞宗 金剛寺
- 曹洞宗 長福寺
- 天神社三峯神社 - 金剛寺の隣接地に所在
- 御霊大権現
- 正一位稲荷大明神

### 施設
- 東武動物公園（一部） - 飛地に立地
- 宮代町立須賀小学校
- 宮代町立須賀中学校
- 宮代須賀幼稚園
- 埼玉東部消防組合宮代消防署
- 埼玉県農業共済組合宮代支所
- 東武鉄道杉戸変電所
- 須賀集会所 - 須賀公民館の跡地に立地
- 須賀上集会所
- グループホームひだまりの家
- 高野川児童公園[13]
- 須賀島公園

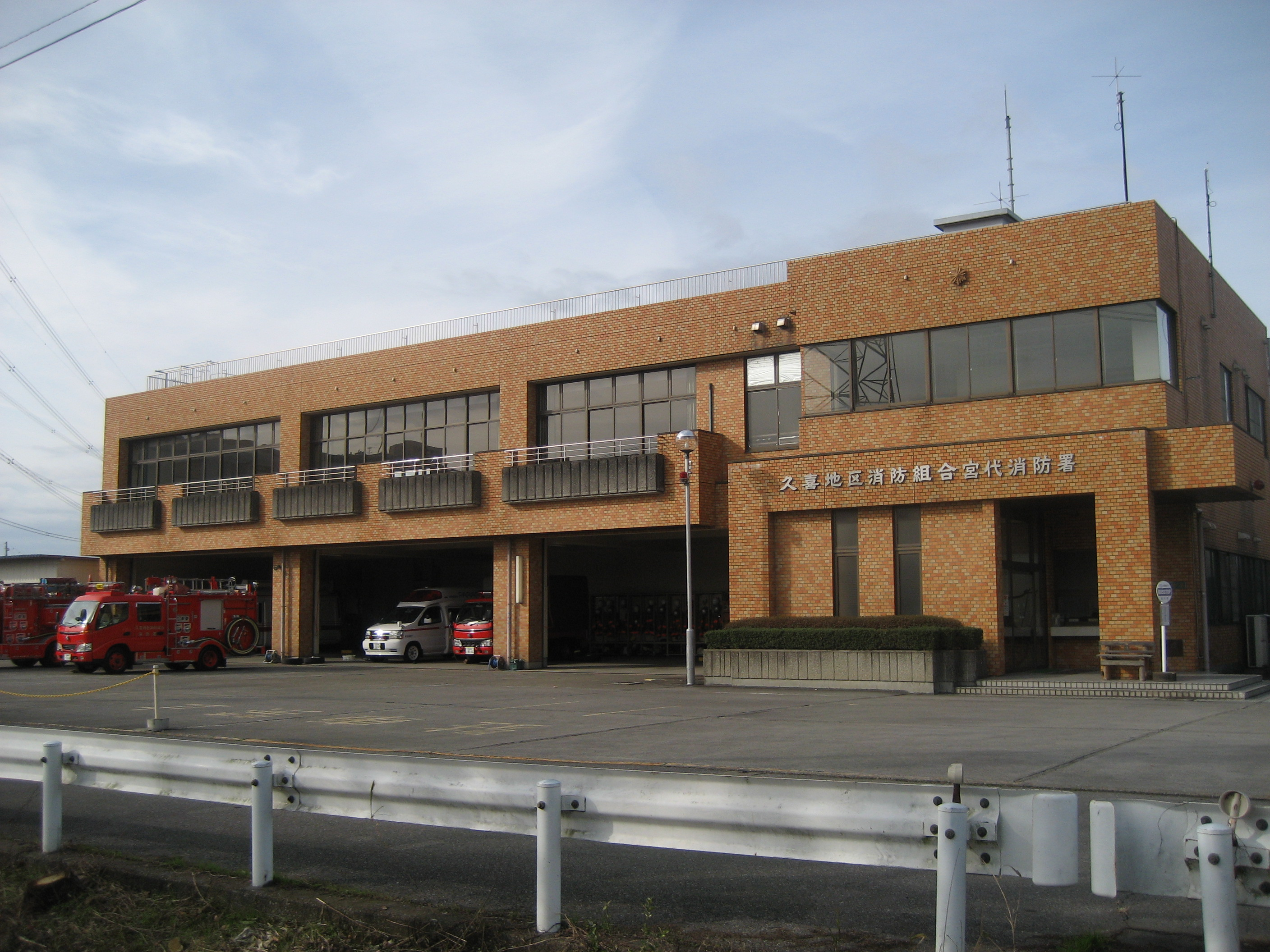
宮代消防署

※ 須賀島集会所は学園台一丁目17-13に所在する。